# Темсе
Темсе (нидерл. Temse, фр. Tamise) — коммуна, расположенная в Восточной Фландрии, Бельгия. В коммуну входят поселения Элверселе, Стендорп, Темсе и Тилроде. По состоянию на 1 января 2018 года население Темсе составляло 29 528 человек. Общая площадь составляет 39,92 км², что дает плотность населения 740 человек на км². Название происходит от галло-романского Tamisiacum или Tamasiacum. Это также нашло отражение во французском названии города Tamise.

## История
Древнейшие археологические следы проживания относятся к каменному веку. Были находки позднего бронзового века, железного века и галло-римского периода. Христианизация муниципалитета произошла до 772 года, а в 864 году деревня была подарена аббатству Бландинус в Генте графом Фландрским, муниципалитет оставался под управлением рыцарства этого аббатства до 1460 года. Еженедельный рынок был открыт в 1264 г. и расширен Карлом V в 1519 г. за счет ежегодного рынка.  7 июля 1684 года в Темсе бушевал большой пожар, уничтоживший большую часть деревни. 
В 1912 году здесь прошла Internationale Vliegweek voor Watervliegtuigen («Международная неделя полетов гидросамолетов»). Встреча была организована для оценки гидросамолетов, которые могли быть развернуты в Бельгийском Конго.  Испытания частного самолета проводились пятнадцатью пилотами из Бельгии, Франции и Германии. Это было крупнейшее событие в истории Темсе. 
Во время Первой мировой войны фронтовой журнал «Онзе Темшенаарс» выступал в качестве связующего звена между домом и военным фронтом. Шестьдесят три солдата Темсе были убиты, а одиннадцать реквизированных скончались в лагерях.  Теофил Маес и Камиэль Ван Бюндер также были казнены 14 июля 1917 года в форте 4 в Мортселе за шпионаж. Они действовали в шпионской службе под кодовым названием «Тео», целью которой было информирование бельгийской армии о передвижениях немецких войск. 
Между 1829 и 1994 годами в Темсе располагалась верфь Boelwerf (местная известная как «Де Заат»), которая на протяжении большей части двадцатого века доминировала в местной экономике и на рынке труда.
После того, как последний корабль был построен в 1996 году, обширная территория верфи к западу от центра города стала доступной для реконструкции. Земля была приобретена в 2001 году консорциумом местной строительной фирмы Cordeel и трех банков, и с тех пор «Нью-Темсе» (Новый Темсе) превратился в совершенно новый городской район на берегу реки, а также в дом новой ратуши. Местный архитектор Питер Де Майер руководил городским планированием нового района, а для проектирования ряда жилых домов вдоль реки был привлечен ряд известных архитекторов.

## Известные жители и уроженцы
- Амальберга из Темсе (741—772 гг.) — святая Римско-Католической Церкви.